# Robert Romano
Dr. Robert Romano je izmišljeni lik iz zdravstvene serije Urgentni centar. Uveden je u četvrtoj sezoni kao epizodni lik. Glavni lik postao je u šestoj sezoni i ostao sve do svoje smrti tokom desete sezone.

## O liku

### Sezona 4
Dr. robert "Raketa" Romano je uveden u epizodi "Dobar dodir, loš dodir" kao odeljenski hirurg pod čijim pokroviteljstvom je stažiranje Elizabet Kordej u čikaškom Urgentnom centru. Romano je bio sjajan hirurg, ali se nije slagao sa većinom zaposlenih, izuzev Elizabet Kordej čije su ranije kavge i prepreke bili u Romanovim rukama, a posle je prekid njene stipendije procvetao u poštovano prijateljstvo tokom godina.
Dr. Romano je bio mrzak i zanesen i željan da dobije mesto v.d. načelnika hirurgije kako bi se popeo na vrh upravne lestvice.

### Sezona 5
Dr. Megi Dojl je optužila dr. Romana za polno uznemiravanje, a kad je pitala Elizabet da je podrži, ona je odlučila suprotno kad ju je Romano ucenio njenom vezom sa dr. Piterom Bentonom.
Romano je postao v.d. načelnik hirurgije kad je dr. Anspo pomenuo da ne može da se suoči sa tim da bude v.d. načelnik hirurgije, a ni sa drugim poslovima čime je zaprepastio zaposlene Urgentnog centra.

### Sezona 6
Dr. Romano je dobio mesto novog načelnika, na razočaranje ostalih zaposlenih, ali su to bile dobre vesti za Elizabet jer ju je on unapredio u pomoćnika načelnika hirurgije. Prvo mu se Keri Viver prijavila za taj posao i tako zabila nož u leđa Marku Grinu i zaradila trajno mesto načelnika Urgentnog centra, ali joj se ubrzo ogadio kad je videla njegove đavolske načine vođenja tokom kojih je nju odaljio sa poslla kasnije tokom sezone jer le lečila mladića sa oštećenjem mozga koji je bio u komi bez odobrenja UOZ-a.
Počeo je više da ceni studentkinju Lusi Najt nakon što ga je ubedila da uradi operaciju na otvorenom srcu na Badnje veče. On i Elizabet su lečili Lusi kad ju je svirepo izboo šizofreni bolesnik. Kad je Lusi podlegla povredama uprkos njihovim naporima da je spasu, on je besno pobacao hirurške instrumente i bacio tacnu.

### Sezona 7
Kad je Piter Benton sredio operaciju jednog bolesnika protiv Romanovih protivljenja, Romano je dao otkaz Bentonu i stavio ga na crni spisak zajednice zbog čega mu je bilo gotovo nemoguće da pronađe posao u Čikagu, a to je prisililo Pitera da se vrati i prihvati dnevnu smenu bez koristi posla od Romana.
Kad je Piter zadivio Romana jer je ćutao i radio, on ga je "nagradio" povišicom i koristima, ali ga je i prevario da prihvati novi poafirmativni postupak u Opštoj (ali ga je ovaj nadmudrio kad je primio nadarenog studenta crnca koga je ranije odbio na razgovoru, a student je onda prihvaćen na medicinski fakultet).
Sem toga, Romano nije prezeo ni od čega kako bi dao otkaz dr. Kim Legaspi, odeljenskoj psihijatarki i devojci Keri Viver. Obe su shvatile da ju je Romano polno diskriminisao, a Keri se otvorila Romanu kad mu je najavila da će braniti Kim. U sledećoj sezoni, Kim se odselila u San Francisko, a Romano je nekim čudom odlučio da čuva Kerinu tajnu.

### Sezona 8
Dr. Romano je nastavio da se ponaša nadmeno i žestoko, ali je nekim čudom pokazao i nežnu stranu kad je Elizabet bilo teško zbog Markove odluke da prekine lečenje tumora na mozgu.

### Sezona 9
U prvoj epizodi devete sezone, Romano, Kovač i Luisova su spašavali bolnicu zbog širenja velikih boginja. Dok su bili na krovu, karton sa kreveta je odleteo zbog duvanja, a kad se Romano uspravio kad ga je pokupio, elisa mu je odsekla ruku. Dr. Luis i dr. Kovač su požurili da mu spasu život. Dr. Kovač je odmah prebacio dr. Romana u operacionu salu, a dr. Čen i dr. Prat su pomogli kad je Romano zapao u srčani zastoj zbog gubitka krvi. Dr. Kovač mu je spasao život brzim razmišljanjem.
Kasnije tokom devete sezone, Romana je dr. Anspo otpustio sa mesta načelnika. Keri Vivier ga je zamenila i ponudila mu mesto načelnika Urgentnog centra. Tokom tog vremena, dao je otkaz starijim bolničarima Lidiji, Koni i Jošu.

### Sezona 10
Nakon odstranjivanja ruke, Romano je dobio protezu. Ostao je načelnik Urgentnog centra sve dok ga nije u epizodi "Slobodan pad" ubio helikopter koji je pao sa krova. Pre nego što je helikopter pao, on je krenuo da podnese prijavu protiv dr. Prata i zatekao je dr. Morisa kao puši travu.

#### Posle smrti
Posle smrti lika tokom 10. sezone, glumac Pol Mekrejn je režirao više epizoda serije "Urgentni centar" zajedno sa glumicom Lorom Ins nakon njenog odlaska tokom 13. sezone.

### Sezona 15
U bljesku iz prošlosti u epizodi "Leči se" 15. sezone, dr. Romano je viđen kako razgovara sa dr. Grinom ispred Sale 1 o njegovoj hemoterapiji. U epizodi "Knjiga o Ebi" dugogodišnja bolničarka Hejle Adams pokazuje odlazećoj Ebi Lokhart ormarić gde su svi bivši lekari i zaposleni ostavili značke sa svojim imenima. Među njima se i značka sa prezimenom "Romano" vidi.

## Odnos sa Lusi Najt
Uprkos svojoj teškoj ličnosti i omalovažavanju gotovo svakoga koga poznaje, Romano je imao meku tačku prema studentkinji Lusi Najt. Kako bi spasila bolesnicu sa kojom se sprijateljila, Lusi je došla u njegovu kuću kako bi ga zamolila da uradi operaciju koja će joj spasiti život jer je on jedini imao veštine da spasi bolesnicu. On je odbio jer je hteo da provede Božić u miru pa ga je Lusi naterala. Zbog položaja načelnika Kadrovske službe i toga što je Lusi bila samo studentkinja, ovaj čin ga je toliko zadivio da je odlučio da uradi operaciju. Kasnije se bolesnica vratila, ali je umrla posle operacije. Romano je izjavio retko i iskreno saučešće Lusi zbog gubitka.
Kad je Lusi izboo šizofreni bolesnik Pol Sobriki, Romano ju je operisao sa dr. Kordej, ali je uprkos njihovim naporima Lusi umrla. Pre nego što je zapala u potres, Romano joj je rekao da "su proveli previše vremena zajedno na njenoj obuci da bi je pustio da umre". Bio je vidno besan kad je ona umrla pa je uzrujano pobacao hirurške instrumente i čak je imao trenutak poricanja, ubeđen da može da je spasi. Sabrao se kad je Kordejeva uspela da ga smiri.

## Spoljašnje veze
- Official NBC Character Bio